# Jaciment Accokeek
Accokeek, també conegut com a Moyaone, és un jaciment al Comtat de Prince George's, Maryland, situat al llarg del riu Potomac davant de Mount Vernon a l'actual Piscataway Park, que va estar habitat de manera intermitent des de l'any 2000 aC. El lloc d'Accokeek Creek va ser declarat National Historic Landmark el 1964.
El Servei de Parcs Nacionals descriu el lloc com "notable per la seva varietat i concentració de llocs d'ocupació humana. Accokeek incloïa un poble envoltat d'una palissada que va ser ocupat des de ca. 1300 dC a ca. 1630. El lloc ha estat utilitzat pels arqueòlegs per definir una seqüència cultural-història en arqueologia prehistòrica per a la regió de l'Atlàntic Mitjà."
Moyaone, també anomenat lloc d'Accokeek Creek, és el lloc germà de Potomac Creek, 44ST2 i es creu que es van establir al mateix temps. El jaciment data del període arcaic tardà, ca. 3.000 aC, fins al període històric. Durant el període silvícola mitjà, ca. L'any 800 dC es van establir petits pobles hortícoles. El poble que va aparèixer a finals del segle XVI / inicis del XVII és d'on prové la referència a Moyaone. Aquest poble tenia moltes línies de palissades i s'enfrontava al Potomac. Les formacions d'aquest lloc i de Potomac Creek són similars, ja que el sistema més exterior del poble és l'únic que inclou una rasa interior. No s'han trobat bastions al poble de Moyaone. Es calcula que la població màxima de Moyaone fou de 300 a 320 habitants i la mida de la localitat és de 6.100 m². La interpretació de les troballes arqueològiques ha determinat diversos períodes de construcció que fa creure que aquestes poble ocupà llargament el lloc. Es van trobar quatre ossaris prop del poble que contenen les restes de més d'un miler de persones. El poble va ser abandonat abans del Contacte. A l'extrem nord de la zona prop de Piscataway Creek hi havia un fort rectangular que va ser ocupat pels susquehannock el 1674-75.
El jaciment fou excavat per Alice L. L. Ferguson als anys 1930-40 i el material va ser analitzat per Robert L. Stephenson als anys 1950. El jaciment va servir de base per entendre la cronologia ceràmica que apareix a la regió de l'Atlàntic Mitjà. La cronologia que es va fer va ser el continu de Early Woodland Marcey Creek/Accokeek/Popes Creek, Middle Woodland Mockley, Late Woodland Potomac Creek. El poble de Moyaone representa el poble piscataway més gran i el darrer ocupat abans de l'arribada dels europeus.
El líder piscataway, Turkey Tayac, "va donar suport a la creació de Piscataway Park [al lloc], amb una condició: que pogués ser enterrat allà i que el seu poble sempre pogués visitar-lo lliurement, amb finalitats culturals i espirituals". Com que no hi havia constància d'aquest acord verbal i encaixada de mans, no va ser enterrat a Moyaone fins al 1979, un any després de la seva mort, quan el Congrés va aprovar una legislació que permetia el seu enterrament en una zona de parc nacional.

## Ceràmica
La ceràmica Moyaone és una ceràmica del silvícola tardà i daten de ca. 1300 dC-1650 dC. Es troben a tota la plana costanera de la costa occidental de Maryland. Les ceràmiques es caracteritzen per tenir sorra de gra fi i ade mica, textura suau, pasta compacta i superfícies interiors i exteriors llisades. La pasta està feta d'argila de gra fi i té una textura suau, llisa i compacta. El tremp està fet d'una sorra de gra fi que té mica, que desprèn una lleugera brillantor.
Hi ha tres tipus definits anomenats Moyaone Plain, Moyaone Cord-Impressed i Moyaone Incised. El Moyaone Plain no està decorada. El Cord-Impressed és una ceràmica senzilla i la decoració es limita a la vora i el llavi. Les decoracions inclouen estampats, enrotllats al vaixell o un cordó horitzontal, vertical o diagonal a la vora. La decoració incisa es limita a la zona del llavi, la vora i la part superior del cos. La decoració que s'utilitza en aquest tipus de ceràmica consisteix en línies incises que es fan amb una eina afilada o una eina ampla.

## Publicacions seleccionades
- The Accokeek Creek Site, A Middle Atlantic Seaboard Culture Sequence. Robert L. Stephenson and Alice L. L. Ferguson, with sections by Henry G. Ferguson. (Anthropological Papers No. 20, Museum of Anthropology, University of Michigan) Ann Arbor, Michigan, 1963.
- Barse, William P. A Trail Formulation of Vessel Assemblages in Selected Accokeek, Popes Creek, and Mockley Ware Collections. 1990.
- Stephenson, Robert L. Prehistoric People of Accokeek Creek. 1959.